# Етел Смит
Етел Мери Смит (23 април 1858 – 8 май 1944) е английска композиторка, лидерка на движението на женския суфражизъм и дама-командор на Ордена на Британската империя. Като композиторка има значителен принос към възраждането на английската музика в зората на XX век.